# 第七届中国国际进口博览会
第七届中国国际进口博览会（英語：The 7th China International Import Expo），又称2024年中国国际进口博览会，是由中华人民共和国商务部和上海市人民政府主办的大型博览会，主办地点位于中国上海市国家会展中心，举办时间为2024年11月5日至11月10日。

## 筹备
第七届进博会的招展工作于2023年6月19日在“进博会走进云南”活动期间举行，此前4月中共中央总书记、中国国家主席习近平与法国总统埃马纽埃尔·马克龙会见记者时表示，法国应邀担任第七届进博会主宾国。
2024年4月18日，第七届进博会公布第一批参展商名单，共有252家企业。7月24日，第七届进博会举行新闻通气会。会上表示，超过50个国家和国际组织确认参加第七届进博会国家综合展，其中挪威、贝宁、布隆迪、联合国儿童基金会等国家和国际组织为首次参加；企业商业展维持六大展区设置，有超过150家国际企业连续7年签约。与此同时还公布了虹桥论坛的详细信息，以及一系列特别支持措施。在出入境措施方面，出入境管理部门对参加第七届进博会的外籍展客商提供出入境便利，并继续在国展中心开设境外人员服务站，同时对受邀境外展客商提供落地签证便利。在海关通关方面，海关总署此前提出的支持措施得以延续，同时新增简化动植物源性参展食品相关证书要求。
2024年10月15日，第七届进博会在上海展览中心友谊会堂举行志愿者上岗宣誓仪式。截至10月14日，第七届进博会共招募会期志愿者3488人，来自43所学校，88.1%的志愿者是中国共产党党员或中国共青团团员；564人有历届志愿服务经历。
2024年10月23日，国务院新闻办公室就第七届中国国际进口博览会筹备情况召开新闻发布会。会上介绍，第七届进博会国家展有77个国家和国际组织参展，企业展有129个国家和地区的3496家展商参加，参展国（地区）数和企业数均超过了上届；其中世界500强和行业龙头企业达297家。

### 安保工作
2024年10月16日，上海市人民政府发布三份通告，加强第七届进博会期间安全检查和安全管理，期限自10月25日至11月12日止。其中要求，公共交通运营单位应当严格落实乘坐公共交通工具安全检查措施，进一步加强临检抽查；暂停民用枪支弹药配售、配购（含行政审批），停止射击竞技体育运动单位、营业性射击场等民用枪支使用单位实弹射击训练、经营活动，停止影视制作单位道具枪拍摄活动，所有民用枪支弹药入库封存；停止爆破作业单位实施爆破作业项目；禁止除经批准可用于特定用途外的民用无人机等“低慢小”航空器飞行、施放。

### 交通保障
与往届进博会一样，本届进博会一样采取交通管制措施，包括入沪高速公路省际道口以及市内部分道路和区域，管制范围与上届一致。另外2号线国家会展中心站自11月5日运营开始起至13:30临时封闭；11月4日、5日17时至21时，黄浦江轮渡东金线、泰公线停航。花桥站东西两端换乘连廊于10月25日至11月12日关闭。

## 开幕式
第七届进博会开幕式于2024年11月5日举行。来自152个国家、地区和国际组织领导人及政商学界代表约1500人出席开幕式。中共中央政治局常委、国务院总理李强发表主旨演讲。李强在开幕式上表示，在当今世界单边主义、保护主义明显上升的态势下，中国继续坚定开放策略，并提出三点建议。媒体报道指出，李强在开幕式演讲中提到部分国家的“不诚信行为”和“规则破坏”行为，暗指部分国家针对中国新能源汽车的关税争端。

## 会期活动

### 展览
第七届进博会有152个国家、地区和国际组织参展，展示面积超过42万平方米。国家展有77个国家和国际组织参展，法国、马来西亚、尼加拉瓜、沙特阿拉伯、坦桑尼亚、乌兹别克斯坦担任主宾国；企业展有129个国家和地区的3496家展商参加，设有食品及农产品、汽车、技术装备、消费品、医疗器械及医药保健、服务贸易六大展区，同时设有创新孵化专区。

### 论坛与配套活动
第七届进博会虹桥论坛以“坚持高水平开放，共促普惠包容的经济全球化”为主题，包括主论坛和19场分论坛，同时发布《世界开放报告2024》和世界开放指数，亦首次策划举办“1+2+89”场上海会议活动。
11月5日，第七届虹桥国际经济论坛召开《世界开放报告2024》发布暨国际研讨会。报告显示，2023年世界开放指数为0.7542，同比下降0.12%；中国的开放指数为0.7596，在129个经济体中排名第38位，比2022年提升1位。此次发布的报告亦对2022年预估值进行修正。

## 成果
2024年11月5日，上海诺银机电科技有限公司与参展商签订5000万美元的采购订单，成为第七届进博会上海交易团的首笔订单，同时青浦区市场监管局向两家企业签发本届进博会参展商的首张营业执照、首张食品经营许可证。自2018年以来，每届进博会上海交易团首单，以及参展商首张营业执照、首张食品经营许可证均来自于青浦区。截至11月10日闭幕，第七届进博会意向成交额800.1亿美元，比上届增长2.0%。